# Nasamones
Los Nasamones fueron un antiguo pueblo nómada de Libia (África en la antigüedad). Heródoto los declara como un pueblo importante y esencialmente se basaban en la ganadería, en la recolección de los dátiles solamente en verano, dejando a los rebaños cerca del mar, en un lugar llamado Augila donde hay muchas palmeras (se ha identificado con el oasis de Audjila, famoso por su gran número de palmeras) y en la caza de la langosta (costumbre que todavía se puede ver en pueblos del Sáhara), que cocinaban de esta manera: las dejaban secar al Sol y luego las espolvoreaban en la leche, tras triturarlas.
Los hombres podían poseer varias esposas, diciéndose que mantenían relaciones sexuales muy ocasionalmente, haciendo este ritual: posaban un bastón el arena y, como dice Heródoto, "yacían con la que sea". Además, cuando un nasamón se casa por primera vez, la novia debe yacer con todos los invitados, y después de culminada la cópula recibía la dádiva para la boda.
Sus juramentos se hacían sobre las tumbas de los personajes más importantes que consideraban más valientes o ecuánimes, y en algunos acuerdos, las personas que los conciben deben dar de beber de su mano al otro acordante, si no hay agua pueden lamer la arena (Heródoto sigue una línea muy especial en las costumbres, donde los juramentos o la trata de acuerdos tienen especial lugar). En el arte adivinatorio dice que las personas se deben acostar sobre los sepulcros de los muertos y el sueño que tengan determinará su futuro. Según Heródoto, los nasamones entierran a sus ancestros sentados, intentando que el muerto muera también sentado (se ha interpretado que en vez de enterrarlo sentado, lo hicieran en posición fetal, entregándolo a sus dioses como se lo vio nacer).